# Шав'є Еспот Самора
Шав'є Еспот Самора (кат. Xavier Espot Zamora, нар. 30 жовтня 1979) — політик Андорри. В 2012—2019 роках був міністром юстиції та внутрішніх справ Андорри. З 16 травня 2019 р. — прем'єр-міністр Андорри.

## Особисте життя
11 вересня 2023 року Еспот Замора в інтерв'ю Національному радіо Андорри визнав себе геєм.